# Zenodorus ponapensis
Zenodorus ponapensis es una especie de araña saltarina del género Zenodorus, familia Salticidae. Fue descrita científicamente por Berry, Beatty & Prószyński en 1996.
Habita en islas Carolina.